# Giełda Samochodowa (gazeta)
Giełda Samochodowa – ogólnopolski tygodnik ogłoszeniowo-motoryzacyjny wydawany od 1991 roku przez Przemysława P. Kowalskiego. Siedziba redakcji mieści się w Słupsku.